# Анна Діоп
Маме-Анна Діоп (англ. Mame-Anna Diop; нар. 6 лютого 1988) — сенегальсько-американська акторка і модель. З 2018 року грає Коріанд'р / Старфайр у серіалі DC Universe / HBO Max "Титани". Діоп знімалася у серіалах "Посланці" (2015) та "Спадщина" (2017), а також у фільмах "Ми" (2019) і "Няня" (2022).

## Біографія
Народилася в Сенегалі та переїхала до США у віці шести років. У 16 переїхала до Нью-Йорку, щоб продовжити кар'єру акторки та моделі. У 2006 році дебютувала на телебаченні в серіалі "Усі ненавидять Кріса". У наступні роки зіграла гостьову роль у серіалах "Lincoln Heights", "Whitney" та "Touch". У 2013 зіграла у фільмі "The Moment". У 2015 році Діоп зіграла Роуз Арвейл у короткому надприродному драматичному серіалі "Посланці". Пізніше в тому ж році з'явилася в серіалі "Квантико" і отримала повторну роль в драматичному серіалі Опри "Greenleaf". У 2017 році Діоп знімалася в серіалі "Спадщина". У супергеройському серіалі DC Universe "Титани" (2018 – ) Діоп грає позаземну принцесу Старфайр. Після кастингу Діоп зіткнулася з негативною реакцією шанувальників коміксів, які були засмучені тим, що вона грає Старфайр, що змусило її вимкнути розділ коментарів в Instagram через расистські коментарі. У 2018 році Діоп отримала роль у фільмі жахів "Ми" режисера Джордана Піла.

## Фільмографія
| Рік  | Назва                   | Роль        |
| ---- | ----------------------- | ----------- |
| 2022 | Няня                    | Аїша        |
| 2019 | Ми                      | Рейн Томас  |
| 2018 | Титани                  | Корі Андерс |
| 2017 | Залишся зі мною         | Кейт        |
| 2016 | Спадщина                | Ніколь      |
| 2016 | Послання від короля     | Бекка       |
| 2016 | Грінліф                 | Ізабель     |
| 2015 | Квантико                | Мія         |
| 2015 | Посланці                | Роуз        |
| 2014 | Босх                    | Зілі        |
| 2013 | While Expecting Cassius | Angela      |
| 2013 | The Moment              | Hawa        |
| 2013 | Mingle                  | Jennie      |
| 2013 | Double Negative         | Laila       |
| 2011 | Whithey                 | Waitress    |
| 2009 | Саутленд                | Girl        |
| 2006 | Lincoln Heights         | Sharon      |
| 2005 | Всі ненавидять Кріса    | Diedra      |